# José Manuel Pando

José Manuel Inocencio Pando Solares

José Manuel Inocencio Pando Solares (* 27. Dezember 1848 in Luribay im Departamento La Paz; † 17. Juni 1917 in Kenko bei El Alto) war ein bolivianischer Offizier und Politiker. Vom 25. Oktober 1899 bis zum 14. August 1904 war er Staatspräsident.
Nach einem sechsjährigen Medizinstudium trat er nach der Revolution von Dezember 1870 dem Militär bei. Nach dem Staatsstreich von Hilarión Daza zog er sich 1876 ins Privatleben zurück, um nur vier Jahre später im Salpeterkrieg gegen Chile erneut in die Armee einzutreten und bis 1884 ein bolivianisches Artillerieregiment zu leiten.
In den 1880er Jahren trat er der Liberalen Partei (Partido Liberal) bei, deren Leitung er 1894 übernahm und bis zu seiner Ermordung beibehielt. Er befriedete das Land nach dem Ende des Bürgerkriegs zwischen Konservativen und Liberalen 1899 und leitete eine 20-jährige Periode liberaler Herrschaft ein. Er intensivierte den Ausbau der Infrastruktur des Landes. Gegen Brasilien führte er den Krieg um die Provinz Acre, der mit dem Anschluss Acres an Brasilien endete (Vertrag von Petrópolis).
Pando vertrat eine sozialdarwinistische Haltung gegenüber den Indigenen, deren „Eliminierung“ er für eine Folge der natürlichen Auslese hielt.
Der populäre Ex-Präsident wurde im Juni 1917 ermordet. Die Täter wurden nie ermittelt, jedoch hielt man die liberale Regierung verantwortlich für die Tat.
Das bolivianische Departamento Pando trägt heute den Namen zu Ehren von José Manuel Pando, ebenso wie die Provinz José Manuel Pando im Departamento La Paz.